# 青春的故事
《青春的故事》，是英國-愛爾蘭男子團體1世代的一首歌曲，收錄於他們的第三張錄音室專輯《青春午夜場》（2013）中的第二首單曲。歌曲由樂團成員奈爾·霍蘭、贊恩·馬利克、哈利·斯泰爾斯、連恩·佩恩和路易·湯姆林森以及朱利安·布内塔、詹姆斯·柯顿、约翰·莱恩和汉诺赫·达根創作。歌詞講述了一種導致哀嘆和心碎的混亂關係。

## 組成
《青春的故事》是一首獨立民謠的原聲電子音樂，歌曲總時長為4分5秒，這首歌是以降E大調創作和錄製的，節奏為120。

## 音樂錄影帶
影片上傳的前三天，一天發一部預告片，樂團成員贊恩·馬利克和連恩·佩恩发布了影片中的照片，其中，馬利克還發了和妹妹的照片。
《青春的故事》的音乐视频佈景花了整整五天的時間去搭建完成，其導演Ben Winston和他的團隊們掛了6000到7000張照片的組合，展示了One Direction每位成員多年來的演變。這部影片讓观众可以更深入了解他們的生活，讓他們透過童年回憶與每個成員建立更親密的連結。